# Медведев, Александр Егорович
Алекса́ндр Его́рович Медве́дев (29 августа 1911, Залазна, Вятская губерния — 21 мая 1986, Армавир, Краснодарский край) — участник Великой Отечественной войны, Герой Советского Союза.

## Биография
Родился в с. Залазна (ныне в Омутнинском районе Кировской области). До Великой Отечественной войны был лесорубом.
С октября 1941 года его мобилизовали в РККА. Гвардии сержант.
Занимал должность командира расчёта противотанкового артиллерийского орудия 4-го гвардейского стрелкового полка 6-й гвардейской стрелковой дивизии.
Участвовал в боях на Орловско-Курской дуге, за освобождение Сумской, Черниговской, Ровенской, Львовской областей, воевал на Сандомирском плацдарме и на территории фашистской Германии. Форсировал Десну, Днепр, Припять, Вислу, Одер. Воевал в Польше, Чехословакии, Германии. Был трижды ранен.
Член КПСС. Указом Президиума Верховного Совета СССР гвардии сержанту А. Г. Медведеву 16 октября 1943 года присвоено звание Героя Советского Союза.
Демобилизовавшись в августе 1945 года, Александр Егорович возвратился в Омутнинск. Работал диспетчером на Омутнинском ордена Трудового Красного Знамени металлургическом заводе. Проработал на нём 25 лет. Был награждён медалями: «За доблестный труд» и «Ветеран труда».
В 1970 году переехал в город Армавир. Похоронен на Армавирском кладбище. Его именем названа улица города Омутнинска.

## Подвиг
Переправившись через Десну, части 6-й гвардейской стрелковой дивизии вышли к Днепру и форсировали его у села Нижние Жары Брагинского района Гомельской области. После ожесточённых боёв 23-24 сентября плацдарм был закреплён и расширен. Перед штурмовой ротой 4-го гвардейского стрелкового полка была поставлена задача: 25 сентября скрытно преодолеть реку Припять и во что бы то ни стало закрепиться на правом берегу. В десантную группу были включены три 45-миллиметровые пушки, в том числе и орудие Медведева.
Разобрав заброшенный сарай, соорудили плот, установили на нём орудия, запаслись боеприпасами. Высадились благополучно и вскоре завязали бой за село Оташев. При штурме опорного пункта немцев орудие Медведева находилось непосредственно в боевых порядках своей пехоты. Меткими выстрелами Александр Егорович со своими бойцами поразил три огневые точки, истребил до 100 солдат и офицеров вермахта и одним из первых ворвался в село. Немцы бросили на ликвидацию плацдарма крупные силы пехоты при поддержке танков. Завязалось ожесточённое сражение, продолжавшееся семь суток. Группа несла большие потери. Из 43 автоматчиков, высадившихся на плацдарм, осталось лишь 14. Погибли почти все артиллеристы. Осталось трое, оба заряжающих ранены. Фактически одним орудием пришлось прямой наводкой отбиваться от атакующих немецких танков. Александр Медведев в этих боях подбил 4 танка, уничтожил несколько пулемётных точек и много живой силы противника. Одному вражескому танку удалось прорваться на позиции гвардейцев. Когда он был на расстоянии пятнадцати метров, Медведев метнул в него единственную оставшуюся противотанковую гранату. При этом был контужен, но оставался в строю до подхода подкрепления. Плацдарм был удержан.
Указом Президиума Верховного Совета СССР от 16 октября 1943 года Александру Егоровичу Медведеву было присвоено звание Героя Советского Союза.